# Sofia Luísa de Hesse-Darmstadt
Sofia Luísa de Hesse-Darmstadt  (Darmstadt, 6 de julho de 1670 - Oettingen,  2 de junho de 1758) foi uma nobre alemã, a última princesa de Oettingen-Oettingen por casamento.

## Família
Sofia Luísa foi a terceira filha do segundo casamento do conde Luís VI de Hesse-Darmstadt com a duquesa Isabel Doroteia de Saxe-Gota-Altemburgo. Os seus avós paternos eram o conde Jorge II de Hesse-Darmstadt e a princesa Sofia Leonor da Saxónia. Os seus avós maternos eram o duque Ernesto I de Saxe-Gota e a duquesa Isabel Sofia de Saxe-Altemburgo.

## Casamento e descendência
Sofia Luísa casou-se com o príncipe Alberto Ernesto II de Oettingen-Oettingen de quem teve dois filhos:
- Alberto Ernesto de Oettingen-Oettingen (29 de julho de 1689 - 29 de julho de 1689)
- Isabel Frederica de Oettingen-Oettingen (14 de março de 1691 - 14 de maio de 1758), casada com o conde Carlos Luís de Hohenlohe-Neuenstein; com descendência.